# Podogryllus zambezicus
Podogryllus zambezicus är en insektsart som först beskrevs av Otte, D. 1983.  Podogryllus zambezicus ingår i släktet Podogryllus och familjen syrsor. Inga underarter finns listade i Catalogue of Life.